# Coupe des Pays-Bas de football 1992-1993
Navigation
Édition précédente Édition suivante
La Coupe des Pays-Bas de football 1992-1993, nommée la KNVB beker, est la 75e édition de la Coupe des Pays-Bas. La finale se joue le 20 mai 1993 au stade De Kuip à Rotterdam.
Le club vainqueur de la coupe est qualifié pour les seizièmes de finale de la Coupe d'Europe des vainqueurs de coupe de football 1993-1994.

## Finale
L'Ajax Amsterdam qui termine la saison à la 3e place du championnat gagne la finale contre le SC Heerenveen et remporte son douzième titre. La rencontre s'achève sur le score de 6 à 2.